# Fagraea tubulosa
Fagraea tubulosa är en gentianaväxtart som beskrevs av Carl Ludwig von Blume. Fagraea tubulosa ingår i släktet Fagraea och familjen gentianaväxter. Inga underarter finns listade i Catalogue of Life.